# اسپرد ایگل (ویسکانسین)
اسپرد ایگل (به انگلیسی: Spread Eagle) یک منطقهٔ مسکونی در ایالات متحده آمریکا است که در شهرستان فلورانس، ویسکانسین واقع شده‌است. اسپرد ایگل ۳۶۴٫۸۵ متر بالاتر از سطح دریا واقع شده‌است.